# 上梅乡
上梅乡是中国福建省南平市武夷山市下辖的一个乡。

## 行政区划
上梅乡共辖11个行政村，分别是：上梅村、下阳村、荷墩村、厅下村、首阳村、金竹村、岭山村、里江村、茶景村、地尾村、翁屯村。
上梅位于武夷山市东部，曾经是闽北革命活动中心。1929年9月，陈昭礼、徐履峻、陈耿等在该乡发动第一次闽北农民起义。1930年5月1日，该乡建立了闽北第一个县级苏维埃政权——崇安县苏维埃政府。目前建有上梅暴动遗址，为省级重点文物保护单位。